# Championnat des États-Unis de combiné nordique 2013
Le championnat des États-Unis de combiné nordique 2013 s'est déroulé les 3 et 6 août 2012 à Park City, dans l'Utah. La compétition a distingué Todd Lodwick.
On remarquera parmi les concurrents un coureur de nationalité tchèque, Ales Vodsedalek, qui remporta le concours de saut.

## Résultats
| Rang | Athlète            | Rang à l'issue du concours de saut |
| ---- | ------------------ | ---------------------------------- |
| 1    | Todd Lodwick       | 8                                  |
| 2    | Johnny Spillane    | 5                                  |
| 3    | Taylor Fletcher    | 6                                  |
| 4    | Bryan Fletcher     | 4                                  |
| 5    | Aleš Vodseďálek    | 1                                  |
| 6    | Bill Demong        | 3                                  |
| 7    | Adam Loomis        | 2                                  |
| 8    | Michael Ward       | 7                                  |
| 9    | Nick Hendrickson   | 15                                 |
| 10   | Wesley Savill      | 13                                 |
| 11   | Tyler Smith        | 20                                 |
| 12   | Nathaniel Mah      | 10                                 |
| 13   | Ben Berend         | 9                                  |
| 14   | Spen Knickerbocker | 16                                 |
| 15   | Aleck Gantick      | 14                                 |
| 16   | Jasper Good        | 17                                 |
| 17   | Cliff Field        | 12                                 |
| 18   | Nicholas Madden    | 21                                 |